# Javania pseudoalabastra
Javania pseudoalabastra är en korallart som beskrevs av Zibrowius 1974. Javania pseudoalabastra ingår i släktet Javania och familjen Flabellidae. Inga underarter finns listade i Catalogue of Life.